# シグナル (雑誌)

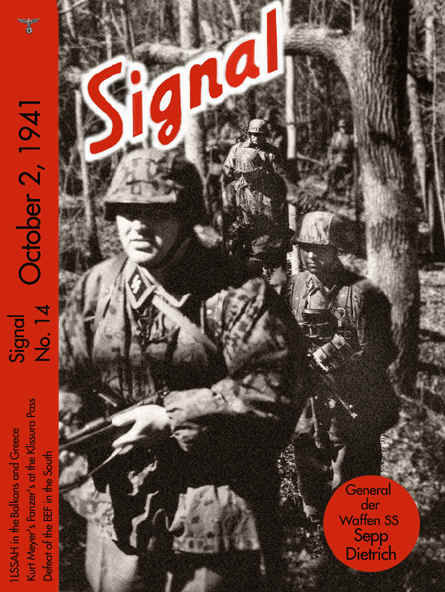
『シグナル』第14号の表紙（1941年10月2日）

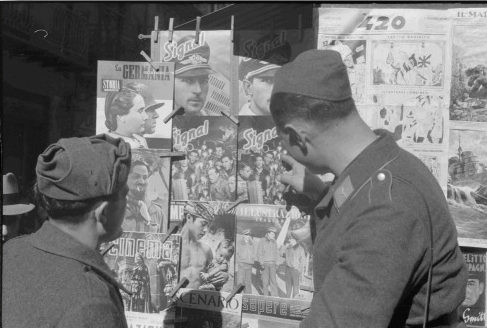
売店に並ぶ『シグナル』を見るドイツ空軍兵（左）とイタリア兵（左）（1941年、パレルモ）

シグナル（Signal ）は、1940年から1945年までナチス・ドイツで出版された雑誌。

## 概説
発行の目的は友好国・同盟国の獲得のために中立国へ向けてドイツの国力を誇示し、対外宣伝することにあった。開戦直後から発行の計画が進められた。誌名はヨーロッパ圏なら各国語でイメージができ、ドイツ語的でないことも考慮してSignal が選ばれた。（ドイツ語読みでは「ズィグナール」となる）
これ以前の対外宣伝誌は一冊に複数の言語で記事を掲載し発行していたが「シグナル」誌は各言語版にて出版するという方針をとった。120名以上の翻訳者が各国語版への翻訳に携わり、25ヵ国語で30ヵ国で隔週発行された。発行部数は2,500,000部に上った。1942年までアメリカでも発行され、同盟国の日本へも多く輸入された。
体裁はタブロイド版・グラビア印刷のグラフ誌。40数ページ。表紙はモノクロ写真で、左に真紅の縦帯、太く赤い斜体で「Signal」と題字が左肩にデザインされた。
誌面のレイアウトはアメリカの『ライフ』誌に倣った。
1943年に当時36歳の親衛隊大尉、ギーゼルヘル・ヴィルズィングが編集長に任命された（彼は戦後もジャーナリストとして生き延びた）。シグナル誌のメインデザイン・写真部長には美貌の新進女流写真家、エリザベート・ヘデンハウゼン（Elisabeth Heddenhausen）が就任した。
同誌には、国防軍宣伝課のハッソ・フォン・ヴェデル将軍が協力、最前線に展開する宣伝中隊からの投稿記事や写真が掲載され、新兵器も許される限度まで披瀝する誌面構成が行われた。兵器の撮影は一般にどこの国でも避けていたが、ドイツは逆に積極的に撮影させ、軍事機密を紙一重で外すことでアップでの写真掲載も許可した。開発中の兵器の構想もイラスト付きで掲載されたが、攪乱のため架空の案（IX号戦車など）も掲載されている。
当時、ドイツの写真家パウル・ヴォルフの著作を翻訳出版していた番町書房が東部戦線における宣伝中隊の働きを紹介している。

## 文献
- 番町書房（編）『モスクワへ： 独逸宣伝戦闘隊写真報告 第一報』番町書房、昭和17年（1942年）
- 川端勇男『独逸宣伝中隊の組織と活躍』スメル書房、1942年
- ジェレミー・ハーウッド『ヒトラーの宣伝兵器　プロパガンダ誌《シグナル》と第2次世界大戦』（悠書館 2015年）
- S.L.Mayer（編）Signal; Hitler's Wartime Picture Magazine, Bison Books, 1976, ISBN 0-13-810051-9
- Norbert Frei / Johannes Schmitz 『ヒトラー独裁下のジャーナリストたち』五十嵐智友（訳）、朝日新聞社、1996年、ISBN 4-02-259660-0